# Anysrius chamberlini
Espèce
Anysrius chamberlini est une espèce de pseudoscorpions de la famille des Syarinidae.

## Distribution
Cette espèce est endémique de Tasmanie en Australie.

## Description
Le mâle holotype mesure 1,570 mm et la femelle paratype 1,920 mm.

## Étymologie
Cette espèce est nommée en l'honneur de Joseph Conrad Chamberlin.

## Publication originale
- Harvey, 1998 : Pseudoscorpion groups with bipolar distributions: a new genus from Tasmania related to the Holarctic Syarinus (Arachnida, Pseudoscorpiones, Syarinidae). Journal of Arachnology, vol. 26, p. 429-441 (texte intégral).